# Kazna zatvora
Kazna zatvora smatra se danas ključnom kaznom u svim državama. Ona je najvažniji odgovor na teška kaznena djela, naročito na delikte nasilja, terorizma i organiziranog kriminaliteta, a smatra se i najdjelotvornijim sredstvom za suzbijanje povrata. Kazna zatvora je rezervirana za teže oblike kriminaliteta, dok se na lakši i srednji kriminalitet primjenjuju ostale sankcije, prvenstveno uvjetna osuda i novčana kazna.

## Kazna zatvora u hrvatskomkaznenom pravu
U hrvatskom pravnom sustavu kazna zatvora je temeljna kazna. Zatvor kao kaznu treba razlikovati od istražnog zatvora kao mjere procesne prisile oduzimanja slobode osumnjičenika ili okrivljenika koju određuje sud prije ili u tijeku kaznenog postupka ili nakon donošenja presude radi postizanja određenih svrha propisanih zakonom.
Kaznu zatvora treba razlikovati i od vojničkog pritvora kao stegovne mjere (u trajanju od 15 dana) ili stegovne kazne (u trajanju od 30 dana) za pripadnike oružanih snaga RH.
Kazna zatvora izriče se u određenom trajanju koje ne može biti kraće od tri mjeseca ni duže od 20 godina. Kazna zatvora u trajanju do šest mjeseci izriče se na pune mjesece i dane. Kazna zatvora u trajanju duljem od šest mjeseci izriče se na pune godine i mjesece, osim kod primjene odredaba o stjecaju, kada se može izreći i na pune dane.
Hrvatski Kazneni zakon ne poznaje doživotni zatvor, ali zato propisuje dugotrajni zatvor. Dugotrajni zatvor je kazna zatvora u rasponu od 21-40 godina, a u stjecaju kaznenih djela za koje je izrečeno više kazni dugotrajnih zatvora može se izreći kazna od 50 godina dugotrajnog zatvora. Ova kazna rezervirana je samo za najteže i najpogibeljnije oblike teških kaznenih djela. Kazna dugotrajnog zatvora odmjerava se i izriče samo na pune godine. Kazna dugotrajnog zatvora ne može se izreći počinitelju, koji u vrijeme počinjenja djela nije navršio 18 godina.
Uvođenjem dugotrajnog zatvora hrvatski se zakonodavac usprotivio tendencijama koje idu za ukidanjem ili ograničenjem dugogodišnjih kazni zatvora - spočitava im se da osuđenika dovode do otupljenja i nesposobnosti za bilo kakav resocijalizacijski tretman.

## Izvršavanje kazne zatvora u Hrvatskoj
Kazna zatvora izvršava se u kaznionicama, zatvorima, odgojnim zavodima i Centru za dijagnostiku u Zagrebu. Zatvorenici s kaznom zatvora dužom od šest mjeseci javljaju se u pravilu na izvršavanje kazne u Centar za dijagnostiku u Zagrebu gdje se obavljaju poslovi medicinske,  socijalne, psihološke, pedagoške i kriminološke obrade. Nakon obavljene dijagnostike upućuju se na daljnje izvršavanje kazne u otvorenim, poluotvorenim ili zatvorenim uvjetima u kaznionicama i zatvorima.
U Hrvatskoj postoje sljedeća kaznena tijela:
Kaznionice
- Kaznionica u Glini
- Kaznionica u Lepoglavi
- Kaznionica u Lipovici - Popovači
- Kaznionica u Požegi
- Kaznionica u Turopolju
- Kaznionica u Valturi
- Zatvorska bolnica u Zagrebu

Zatvori
- Zatvor u Bjelovaru
- Zatvor u Dubrovniku
- Zatvor u Gospiću
- Zatvor u Karlovcu
- Zatvor u Osijeku
- Zatvor u Požegi
- Zatvor u Puli - Pola
- Zatvor u Rijeci
- Zatvor u Sisku
- Zatvor u Splitu
- Zatvor u Šibeniku
- Zatvor u Varaždinu
- Zatvor u Zadru
- Zatvor u Zagrebu

Odgojni zavodi
- Odgojni zavod u Turopolju
- Odgojni zavod u Požegi

Centri
- Centar za dijagnostiku u Zagrebu